# آنجلو ماریانو دی آلمیدا
آنجلو ماریانو دی آلمیدا بازیکن فوتبال اهل برزیل است 